# Chevreauleder
Chevreauleder (von französisch chevreau ‚Zicklein‘) ist die Bezeichnung für die gegerbte Haut der Ziege oder ihres Jungtiers, also des Zickleins bzw. Zickels.

## Herstellung
Zur Herstellung des Chevreau wird das Ziegenfell chromgegerbt und durchgefärbt oder nur grundiert. Mit einem leichten Deckfarbenüberzug werden die feinen Chevreauleder glanzgestoßen; dies wird jedoch nur für sehr hochwertige Ware verwendet.

## Aussehen
Die besonderen Merkmale von Chevreauleder sind der seidige, matte Glanz und die halbmondförmigen Narben.

## Verwendung
Chevreauleder wurde und wird zur Herstellung von Glacéhandschuhen genutzt, als Membran im Orgelbau und mitunter auch zur Herstellung hochwertiger Schuhe.